# Ma Dai (General)
Ma Dai (馬岱) war ein General unter Ma Teng, Ma Chao und später unter den Shu Han zur Zeit der Drei Reiche im alten China.
Er war ein Neffe von Ma Teng. Als dieser von Cao Cao in die Hauptstadt gerufen wurde, folgte er ihm, konnte Cao Caos Anschlag aber entgehen. Er blieb dann bei seinem Cousin Ma Chao und kämpfte mit ihm am Tong-Tor gegen Cao Cao. Nach ihrer Niederlage gingen beide zu Liu Bei, um ihm zu dienen.
In den Wirren nach Zhuge Liangs Tod (234) diente Ma Dai unter Wei Yan. Als Wei Yan die Nachfolge als Regent für sich beanspruchte, griffen Ma Dai und die anderen Unteroffiziere ihn an und töteten ihn. Dafür wurde Ma Dai mit dem Kommando über Hanzhong belohnt, das zuvor Wei Yan innegehabt hatte.